# Liste antiker Ortsnamen und geographischer Bezeichnungen/Fi
| Lateinischer Name | Griechischer Name  | Beschreibung    | Heute                                                                   | Quellen und Verweise | Lage |
| ----------------- | ------------------ | --------------- | ----------------------------------------------------------------------- | -------------------- | ---- |
| Fibrenus          |                    |                 |                                                                         | Smith;               |      |
| Ficana            |                    |                 |                                                                         | Smith;               |      |
| Ficulea           |                    |                 |                                                                         | Smith;               |      |
| Fidenae           | Φιδῆναι (Phidēnai) | Stadt in Latium | am Nordrand des römischen Stadtteils Fidene im IV Municipio Monte Sacro | Smith;               |      |
| Fidentia          |                    |                 |                                                                         | Smith;               |      |
| Figlinae          |                    |                 |                                                                         | Smith;               |      |
| Filomusiacum      |                    |                 |                                                                         | Smith;               |      |
| Fines             |                    |                 |                                                                         | Smith;               |      |
| Finis Bithyniae   |                    |                 |                                                                         | Smith;               |      |
| Firmum            |                    |                 |                                                                         | Smith;               |      |
| Fiscellus Mons    |                    |                 |                                                                         | Smith;               |      |